# WinWAP
WinWAP은 Winwap Technologies에서 만든 WAP용 웹 브라우저다. 이 브라우저는 마이크로소프트 윈도우와 모든 윈도우 CE 기반 기기에서 작동한다. WinWAP은 윈도우와 WAP의 합성어다. 이 브라우저 엔진은 SDK로 제공되어 다른 소프트웨어 제조사들이 그들의 소프트웨어에 WAP 기능을 추가할 수 있게 해준다.
첫 WinWAP 브라우저는 WAP 1.2를 지원했으며, 세계 최초의 윈도우용 WAP 브라우저였다. 최신 버전은 WAP 2.0과 호환되며, WML, XHTML-MP, HTML을 지원한다.